# Bandiera della Comunità europea del carbone e dell'acciaio
La bandiera della Comunità europea del carbone e dell'acciaio è stata una bandiera bicolore orizzontale sulla quale erano poste dalle sei alle dodici stelle, a rappresentare la Comunità europea del carbone e dell'acciaio (CECA) dal 1958 (sei anni dopo la fondazione dell'organizzazione) fino al 2002, quando il trattato che istituiva la CECA si è estinto. La bandiera con le dodici stelle disposte a cerchio era invece utilizzata dal Consiglio d'Europa, organizzazione diversa dalla Comunità europea, e adottata da quest'ultima solo a partire dal 1985.

## Disegno
La bandiera era composta da due bande orizzontale, la banda superiore di color blu, la banda inferiore nera: i due colori stavano a simboleggiare rispettivamente l'acciaio e il carbone, le due risorse gestite dalla CECA. Sulle bande erano rappresentate delle stelle d'oro (in seguito bianche) in numero pari a quello degli Stati membri della Comunità, fino al 1986 quando il numero di stelle fu limitato a 12. Le stelle erano ugualmente ripartite tra le due bande, nel caso il numero di stelle fosse stato dispari, le stelle in minor numero sarebbero state posizionate sulla banda superiore.

## Serie storica
| Numero di stelle | Disegno | Stati membri rappresentati dalle nuove stelle (prima del 1986)                                                                             | Durata                             |
| ---------------- | ------- | --- | ---------------------------------- |
| Sei              |         | Gli Stati fondatori: Germania, Belgio, Francia, Italia, Lussemburgo e Paesi Bassi                                                          | 1958 – 31 dicembre 1972            |
| Nove             |         | Danimarca, Irlanda e Regno Unito | 1º gennaio 1973 – 31 dicembre 1980 |
| Dieci            |         | Grecia | 1º gennaio 1981 – 31 dicembre 1985 |
| Dodici           |         | Spagna e Portogallo (in questa data il numero di stelle è stato fissato a dodici, abbandonando il principio di una stella per ogni paese). | 1º gennaio 1986 – 23 luglio 2002   |

Un esemplare originale della bandiera della CECA con dodici stelle è esposta nell'ufficio del presidente dell'Istituto Universitario Europeo Prof. Joseph Halevi Horowitz Weiler a Firenze.